# Yoho River
Yoho River är ett vattendrag i Kanada.   Det ligger i provinsen British Columbia, i den centrala delen av landet, 3 000 km väster om huvudstaden Ottawa.
Trakten runt Yoho River består i huvudsak av gräsmarker. Trakten runt Yoho River är nära nog obefolkad, med mindre än två invånare per kvadratkilometer.